# Eustaci de Tessalònica
Eustaci (en llatí Eusthatius, en grec Εὐστάθιος) fou un arquebisbe de Tessalònica, nascut a Constantinoble que va viure a la segona meitat del segle xii. Era inicialment monjo al Monestir de Sant Flor i més tard nomenat "superintendent de les peticions" (ἐωὶα τῶν δεήσεων), professor de retòrica (μαἶστωρ ῥητόρων), i diaca de la gran església de Constantinoble. Elegit bisbe de Mira, fou elevat a l'arquebisbat de Tessalònica, càrrec en el qual va restar fins a la seva mort el 1198. Miquel Coniata li va escriure una oració fúnebre que es conserva.
Els elogis de Nicetes Coniata, i també els que li va dedicar Miquel Psel·los semblen justificats, perquè les obres d'Eustaci que es conserven indiquen que era un home de gran cultura i intel·ligència. Són comentaris sobre els antics poetes grecs, tractats teològics, homilies i epístoles, que demostren un gran coneixement de la literatura grega des dels seus inicis.
La seva obra principal va ser un comentari sobre la Ilíada i l'Odissea (Παρεκβολαὶ εἰς τὴν Ὁμήρου Ἰλιάδα κσὶ Ὀδυσσείαν) o més aviat una compilació dels comentaris i escolis d'antics autors sobre aquestes obres. La recopilació es va fer amb una gran diligència i perseverança, recollint pràcticament totes les obres existents dels gramàtics i crítics sobre aquest tema. Cita un nombre prodigiós d'autors i d'obres, i encara que no les hagués llegit totes, si que coneixia almenys els escrits dels crítics anteriors, com ara Aristòfanes de Bizanci, Zenòdot d'Efes i altres, obres que es trobaven a les biblioteques de Constantinoble. L'obra per si mateixa no mostra gaires aportacions d'Eustaci, i el seu interès prové del recull de textos que dona.
També va fer uns comentaris a Dionís Periegetes i uns altres a les obres de Píndar.